# نهزم صیقل کومه
نهزم صیقل کومه، روستایی از توابع بخش مرکزی شهرستان شفت در استان گیلان ایران است.

## جمعیت
این روستا در دهستان جیرده قرار دارد و براساس سرشماری مرکز آمار ایران در سال ۱۳۸۵، جمعیت آن ۵۹۳ نفر (۱۳۸خانوار) بوده‌است.
تعداد خانوار در سال ۱۴۰۴ بیشتر شده 
و هیچ سرشماری انجام نگرفته 